# Arry (Somme)
Arry é uma comuna francesa na região administrativa de Altos da França, no departamento de Somme. Estende-se por uma área de 7,34 km². Em 2010 a comuna tinha 223 habitantes (densidade: 30,4 hab./km²).